# 金沟乡
金沟乡，是中华人民共和国甘肃省兰州市西固区下辖的一个乡镇级行政单位。

## 行政区划
金沟乡下辖以下地区：
小金沟村、马家山村、杨家咀村和熊子湾村。